# Alfred E. Smith State Office Building
L'Alfred E. Smith State Office Building est un gratte-ciel situé dans le quartier d'affaires d'Albany dans l'état de New York. Il culmine à 118 mètres pour 34 étages et a été construit en 1930 dans un style art déco. Il s'agit du second plus haut immeuble d'Albany, après l'Erastus Corning Tower.

## Galerie

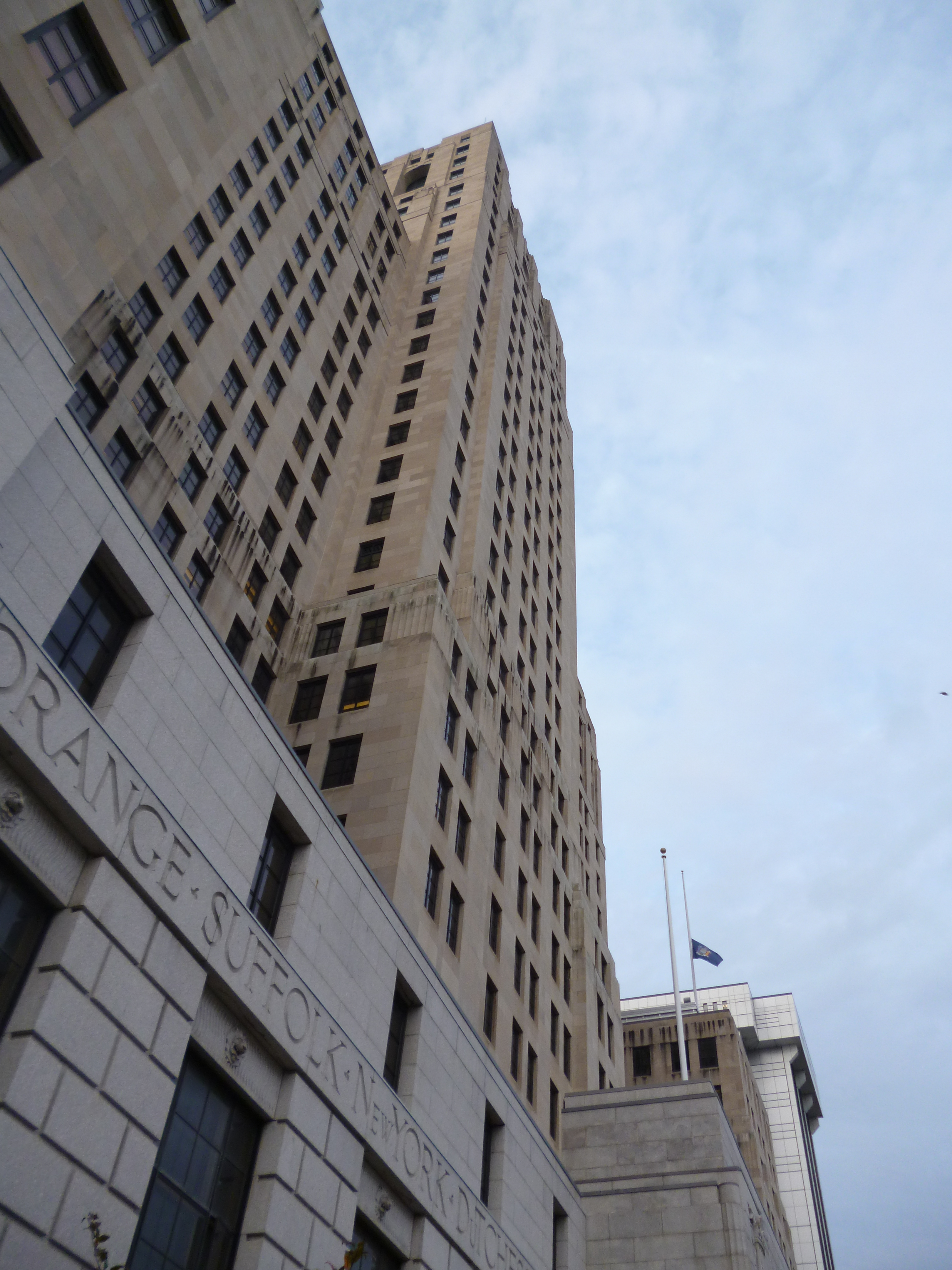
Vue depuis le pied de l'immeuble.
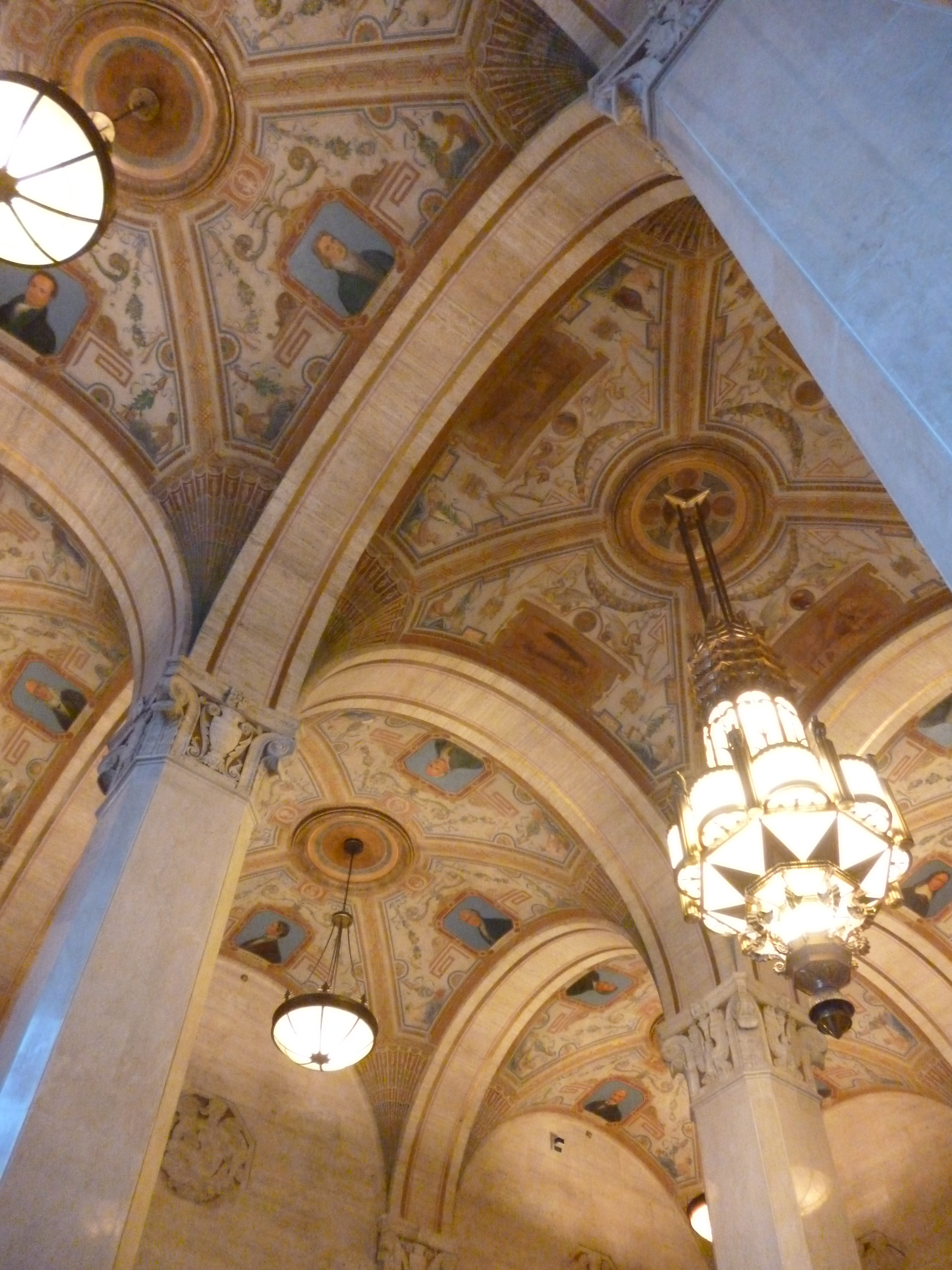
Vue de l'intérieur.